# 笑彈龍虎榜
《笑彈龍虎榜》（英語：The Naked Gun: From the Files of Police Squad!，或簡稱）是一部1988年美國犯罪喜劇片，由大衛·索克執導並與傑瑞·索克、吉姆·亞伯拉罕和帕特·普羅夫特共同編劇。該片改編自電視劇《白頭神探》，當中以快節奏的棍棒喜劇為賣點，包括許多視覺和言語雙關及玩笑。由電視劇主演萊斯里·尼爾森繼續飾演法蘭克·雷賓，且編導也都是電視劇的核心創作團隊；其故事是電視版的延續。其他主演包括普里西拉·普里斯萊、里卡多·蒙特尔班、喬治·甘迺迪和O·J·辛普森。
《笑彈龍虎榜》於1988年12月2日在美國上映，並在商業上取得了成功，為此在後續推出了兩部續集《站在子彈上的男人》（1991年）和《脫線總動員》（1994年）。

## 劇情
警隊中尉法蘭克·雷賓在貝魯特度假，並破壞了試圖對美國造成威脅的幾名恐怖份子的會議，當中包括伊迪·阿敏、穆安瑪爾·格達費、魯霍拉·穆薩維·何梅尼、亚西尔·阿拉法特、菲德尔·卡斯特罗和米哈伊尔·谢尔盖耶维奇·戈尔巴乔夫。在美國，諾柏警探試圖逮捕於碼頭偷渡海洛因的文生·魯格威人馬，但反遭對方開槍射傷。回到洛杉磯並由其上司艾德·霍肯上尉介紹此案後，法蘭克到醫院探視了諾柏。諾柏提供了一些隱秘的線索，其中包括交易進行的魯格威船隻的照片。法蘭克會見了警察科學家泰德·歐森，後者發明了一種可以射出鎮定劑的袖扣。法蘭克得知自己的特警隊將身兼維護伊莉莎白二世女王到訪的安全，這使他僅有24小時的時間幫助諾柏找出證據。
法蘭克去魯格威的辦公室拜訪他。魯格威得知諾柏還活著時，要求他的助手珍·史賓賽協助法蘭克進行調查，兩人為此墜入愛河。但珍並未意識到自己老闆的非法活動。魯格威企圖利用具有催眠效果的呼叫器來暗殺女王，來使自己從貝魯特恐怖份子中的帕普什米爾那取得2000萬美元。他派刺客在醫院暗殺諾柏未果，而這位被催眠的醫生最終被一枚導彈騎入了煙火商店中，使法蘭克失去了線索。
當法蘭克偷偷進入魯格威的辦公室尋找證據。雖然他找到了一張帕普什米爾的便條紙，但卻因無意燒毀了辦公室而失去了那便條紙。法蘭克後來在一間牲畜飼養場的工廠裡與魯格威的手下發生衝突，隨後又在女王招待會上誤以為魯格威要對女王開槍並試圖保護她，但只會造成更多問題，並被特警隊開除。之後，珍透露，魯格威將在天使球場中西雅圖水手與洛杉磯天使的比賽第七局中安排一名球員來暗殺女王。
特警隊到達體育場。為了對球員搜身，法蘭克用球棒將本壘打裁判擊倒，使自己取而代之；在球員打球時向他們搜身以找出武器。第七局開始，魯格威用呼叫器控制了瑞吉·傑克森來暗殺女王。法蘭克雖然及時阻止了瑞吉而使自己成為了拯救女王的英雄，但珍卻被魯格威當作人質。在體育場的頂部，法蘭克用袖扣鏢擊昏了魯格威而讓他跌到了地面，在那裡他被一輛過往的公車、壓路機碾過並被特洛伊精神樂隊踩踏。一些樂隊成員無意中踩到了魯格威的呼叫器，觸發了珍持槍試圖殺死法蘭克；法蘭克則公開宣稱自己對珍的感情並給她訂婚戒指，從而打破了珍的催眠狀態。法蘭克和珍與市長芭克利會面，後者恢復了法蘭克的身份、回到了特警隊。最後，康復的諾柏現身向他表示祝賀；直到法蘭克無意間將諾柏的輪椅推到體育場樓梯上並將其跌至球場上，而不知情的法蘭克和珍則一起開心離去。

## 演員
- 萊斯里·尼爾森飾演法蘭克·雷賓（英语：Frank Drebin）
- 普里西拉·普里斯萊飾演珍·史賓賽（Jane Spencer）
- 里卡多·蒙特尔班飾演文生·魯格威（Vincent Ludwig）
- 喬治·甘迺迪飾演艾德·霍肯上尉（Capt. Ed Hocken）
- O·J·辛普森飾演諾柏警探（Det. Nordberg）
- 吉納特·查爾斯（英语：Jeannette Charles）飾演伊莉莎白二世
- 雷伊·比爾克（英语：Raye Birk）飾演帕普什米爾（Pahpshmir）
- 艾德·威廉斯（英语：Ed Williams (actor)）飾演泰德·歐森（Ted Olsen）
- 汀尼·羅恩（英语：Tiny Ron Taylor）飾演艾爾（Al）
- 「怪人奧爾」揚科維奇飾演他自己
- 瑞吉·傑克森飾演天使隊的右外野手
- 勞倫斯·蒂爾尼（英语：Lawrence Tierney）飾演天使隊的經理

喬伊斯·布洛斯和約翰·赫斯曼以客串球場評論員的方式演出。

## 製作
主要拍攝於1988年2月22日至5月6日加利福尼亞州洛杉磯各地進行。

## 外部連結
- 互联网电影数据库（IMDb）上《笑彈龍虎榜》的资料（英文）
- TCM电影资料库上《笑彈龍虎榜》的资料（英文）
- AllMovie上《笑彈龍虎榜》的资料（英文）
- 爛番茄上《笑彈龍虎榜》的資料（英文）
- Metacritic上《笑彈龍虎榜》的資料（英文）